# Stefania Turkewycz-Łukijanowycz
Stefania Iwaniwna Turkewycz, Stefanija Turkewycz-Łukijanowycz (ukr.: Стефанія Іванівна Туркевич-Лукіянович; ur. 25 kwietnia 1898 w Brodach, zm. 8 kwietnia 1977 w Cambridge) – ukraińska kompozytorka, pianistka, muzykolog.

## Biografia

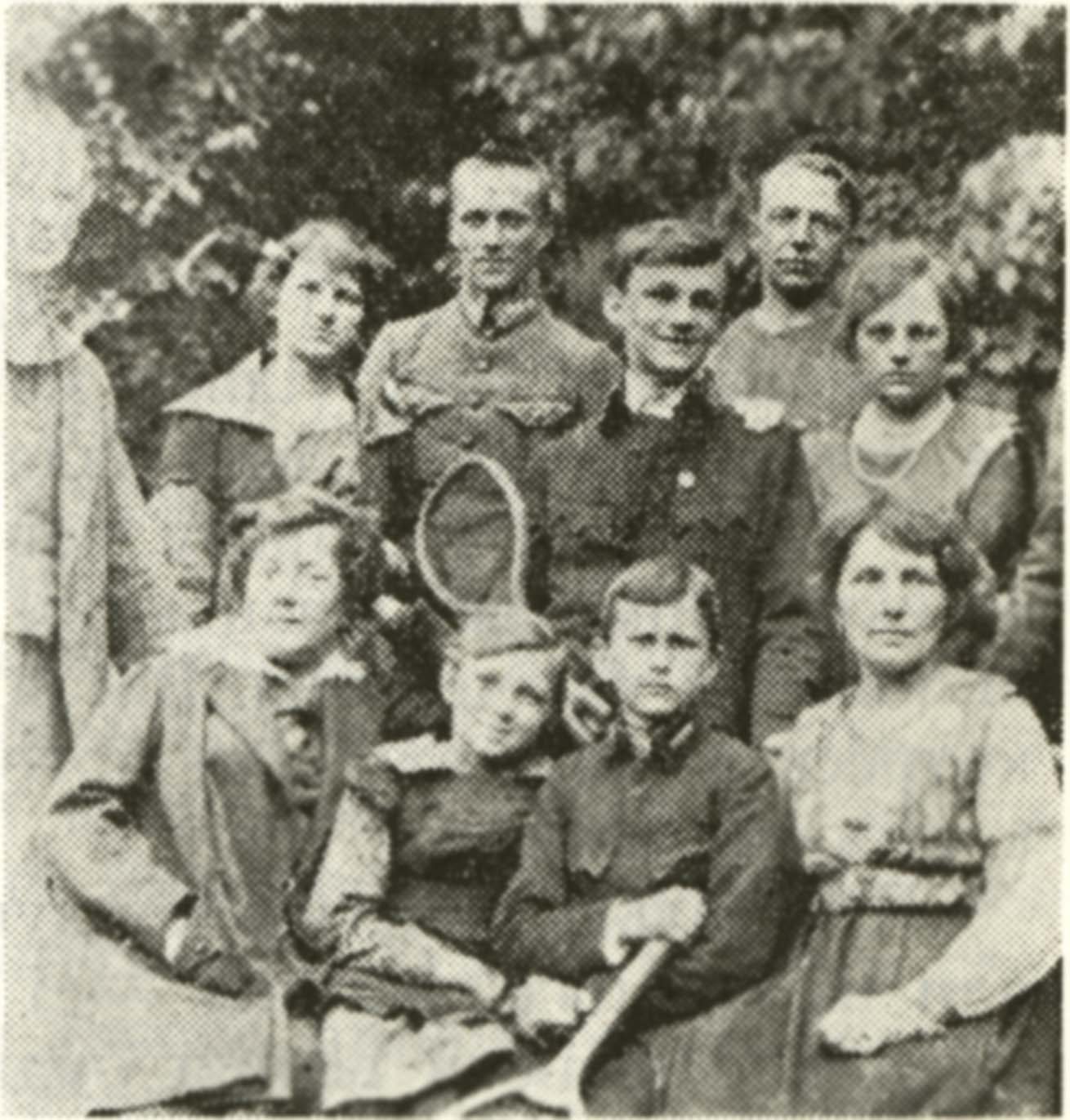
Środkowy rząd (od lewej do prawej): siostra Irena, brat Lew (z rakietą), Stefania, około 1915

### Dzieciństwo
Urodziła się jako pierwsze dziecko w rodzinie księdza, chórmistrza, katechety i krytyka muzycznego Iwana Turkewycza (1872–1936) i jego żony Sofiji z d. Kormosz. Miała młodszą siostrę Irenę i młodszego brata Lwa. Jej dziadek Łew Turkewycz, podobnie jak ojciec, był greckokatolickim duchownym, natomiast matka była pianistką i studiowała u Karola Mikuliego i Williama Kurza. Cała rodzina była muzykalna i wszyscy grali na różnych instrumentach. Bracia i siostry na wiolonczeli, skrzypcach, Stefania na fortepianie, harfie i harmonium.

### Studia
Pierwsze lekcje muzyki otrzymała od matki. W 1911 r. Jej ojciec został katechetą II Gimnazjum Ukraińskim we Lwowie i rodzina przeniosła się wraz z nim.  Tam Stefania ukończyła żeńskie liceum bazylianek we Lwowie, w którym uczył m.in. gdzie uczył Stanisław Ludkewycz. Przed wybuchem I wojny światowej rodzina wyjechała do Wiednia, gdzie przebywała do 1916 r.
Od 1914 do 1916 studiowała w Wiedniu fortepian u Viléma Kurza. Po I wojnie światowej rodzina powróciła do Lwowa. Stefania była jedną z pierwszych studentek Wasyla Barwinskiego, późniejszego dyrektora lwowskiego Instytutu im. Łysenki. Studiowała u Adolfa Chybińskiego na Uniwersytecie Lwowskim, u Jerzego Lalewicza w konserwatorium lwowskim im. Łysenki. Uczęszczała również na jego wykłady z teorii muzyki w Konserwatorium Lwowskim.
W 1919 roku napisała swój pierwszy utwór muzyczny – opracowanie Świętej Liturgii, które było wykonywane w greckokatolickim soborze św. Jura we Lwowie.
W 1921 r. studiowała na Uniwersytecie Wiedeńskim u Guido Adlera i na Akademii Muzycznej w Wiedniu u Josepha Marksa. Tam ukończyła studia w 1923 r., uzyskując dyplom nauczyciela.
W 1925 roku podróżowała ze swoim pierwszym mężem Robertem Lisowskim do Berlina, gdzie studiowała u Franza Schrekera i Arnolda Schönberga. W 1927 r. urodziła córkę Zoję. Z Berlina wyjechała do Pragi, gdzie studiowała pod kierunkiem Zdenka Nejedlego na Uniwersytecie Karola, u Otakara Šína w Konserwatorium Praskim i u Vítězslava Nováka w Akademii Muzycznej. Otrzymała doktorat z muzykologii na Wolnym Uniwersytecie Ukraińskim w Pradze w 1934 r. Była pierwszą kobietą z Galicji (wówczas części Polski), która uzyskała stopień doktora.
Po powrocie do Lwowa od 1934 r. Do wybuchu II wojny światowej pracowała jako nauczycielka teorii muzyki i fortepianu w Konserwatorium Lwowskim i została członkiem Związku Ukraińskich Profesjonalnych Muzyków.

### II wojna światowa
Jesienią 1939 r., po zajęciu Lwowa i Galicji przez Armię Czerwoną, pracowała jako wykładowca i muzyk w Operze we Lwowie, a od 1940 do 1941 r. była profesorem nadzwyczajnym w Konserwatorium Lwowskim. Po zamknięciu konserwatorium, pod okupacją niemiecką kontynuowała nauczanie w Państwowej Szkole Muzycznej i pracowała jako akompaniatorka w Operze Lwowskiej oraz w radiu. Uciekając przed Armią Czerwoną wiosną 1944 r. wyemigrowała wraz z rodziną ze Lwowa do Wiednia. W 1946 r. przeniosła się do południowej Austrii, a stamtąd do Włoch, gdzie jej drugi mąż Narcyz Łukijanowycz został lekarzem II Korpusu Polskiego.

### Anglia
Jesienią 1946 r. przeprowadziła się do Wielkiej Brytanii i pracowała tam nad swoimi kompozycjami. Tworzyła muzykę baletową i operę, skomponowała cztery symfonie, muzykę liturgiczną, muzykę kameralną oraz kompozycje na fortepian oraz pieśni artystyczne.
Mieszkała w Brighton (1947–1951), Londynie (1951–1952), Barrow Gurney (niedaleko Bristolu) (1952–1962), Belfaście (Irlandia Północna) (1962–1973) i Cambridge (od 1973 r.).
Równocześnie z działalnością kompozytorską pracowała jako pianistka, grając na wielu koncertach w społecznościach ukraińskich w Anglii (1957) oraz na koncercie muzyki fortepianowej w Bristolu (1959). Była członkiem Stowarzyszenia Kobiet Muzyków, które istniało do 1972 r.
Jej opera „Serce Oksany” została wystawiona w Winnipeg (Kanada) w 1970 roku w sali koncertowej Centennial. Wystąpił Ukraiński Teatr Dziecięcy pod artystycznym kierownictwem jej siostry Ireny Turkewycz-Martyneć. Opera opowiada historię dziewczyny, która w magicznym lesie szuka zagubionych braci i spotyka tam mitologiczne postacie.
Zmarła 8 kwietnia 1977 r. w Cambridge w Wielkiej Brytanii.

## Utwory
Symfonie
- Symfonia nr 1 (Симфонія) – 1937
- Symfonia nr 2a (Симфонія nr 2a) – 1952
- Symfonia nr 2b – druga wersja (Симфонія nr 2b, 2-гий варіант)
- Symphony (Симфонієта) – 1956
- Trzy szkice symfoniczne (Три Симфонічні Ескізи) – 3 maja 1975 r.
- Poemat symfoniczny «La Vitа» (Симфонічна поема)
- Kosmiczna Symfonia (Космічна симфонія) – 1972
- Suita na dwie orkiestry skrzypcowe (Суіта для подвійного струнного оркестру)
- Fantazja na dwie orkiestry skrzypcowe (Фентезі для подвійного струнного оркестру)

Balety
- Ręce (Руки) – Bristol, 1957 („Dziewczyna z uschniętymi rękami”)
- Perły (Перли) – Naszyjnik („Naszyjnik”)
- Wiosna – balet dziecięcy (Весна – Дитячий балет) – 1934–5
- Mavka, a (Мавка, a) – Nimfa leśna – Belfast 1964–7
- Mavka, b (Мавка, b) – Nimfa leśna – Belfast 1964–7,
- Strach na wróble (Страхопуд) – 1976

Opera (Опера)
- Mawka (Мавка) – dramat na podstawie Pieśni lasu Łesi Ukrainki

Opery dziecięce (Дитячі опери)
- Car Och lub Serce Oksany (Цар Ох» або Серце Оксани) – 1960
- Młody diabeł – The Young Devil
- Działka warzywna - A Vegetable Plot

Prace chóralne (Хорові твори)
- Liturgia (Літургія) 1919
- Psalm dla Szeptyckiego (Псалом Шептицькому)
- Przed bitwą (До Бою)
- Tryptyk (Триптих)
- Kołysanka (Колискова) (А-а, котика нема) 1946

Dzieła kameralne i instrumentalne (Камерно – Інструментальні твори)
- Sonata na skrzypce i fortepian (Соната для скрипки і фортепіано) 1935
- Kwartet smyczkowy i, (Cтрунний квартет, a) 1960 – 1970
- Kwartet smyczkowy b, (Cтрунний квартет, b) 1960 – 1970
- Trio na skrzypce, altówkę i wiolonczelę (lata 60., 70., 70. i 70.)
- Kwintet na dwoje skrzypiec, altówkę, wiolonczelę i fortepian (Квінтет для двох скрипок, альта, віолончела фортепіано) 1960 – 1970
- Trio na flet, klarnet i fagot (Тріо для флейти, кларнету, фагота) 1972

Utwory fortepianowe (Фортепіанні Твори)
- Wariacje na temat ukraiński (Варіації на Українську тему) 1932
- Fantazja: suita fortepianowa na tematy ukraińskie (Фантазія: Суїта фортепянна на Українські теми) – 1940
- Impromptu (Імпромпту) – 1963
- Groteska (Гротеск) – 1964
- Apartament górski (Гірська сюїта) 1966 – 1968
- Cykl kompozycji dziecięcych (Цикл п’єс для дітей) 1936 – 1946
- Kolędy ukraińskie (Українські коляди та щедрівки)
- Dobra nowina (Вістку голосить)
- Święta Bożego Narodzenia z Harlequin – 1971

Różne
- Serce (Серце) – solo z orkiestrą
- Lorelei (Лорелеї) – narrator, harmonium i fortepian 1919 – tekst Lesyi Ukrajinki
- Maj (Май) – 1912
- Pieśni ludowe (Тема народної пісні)
- Na Majdanie – kompozycja fortepianowa
- (Не піду до леса з конечкамі). Pieśń ruska na solo i smyczki